# Lin campanulé
Linum campanulatum
Espèce
Classification phylogénétique
Le Lin campanulé (Linum campanulatum) est une espèce de plantes à fleurs de la famille des Linaceae et du genre Linum. C'est une plante herbacée vivace originaire de l'ouest de la Méditerranée, de l'Espagne à l'Italie.

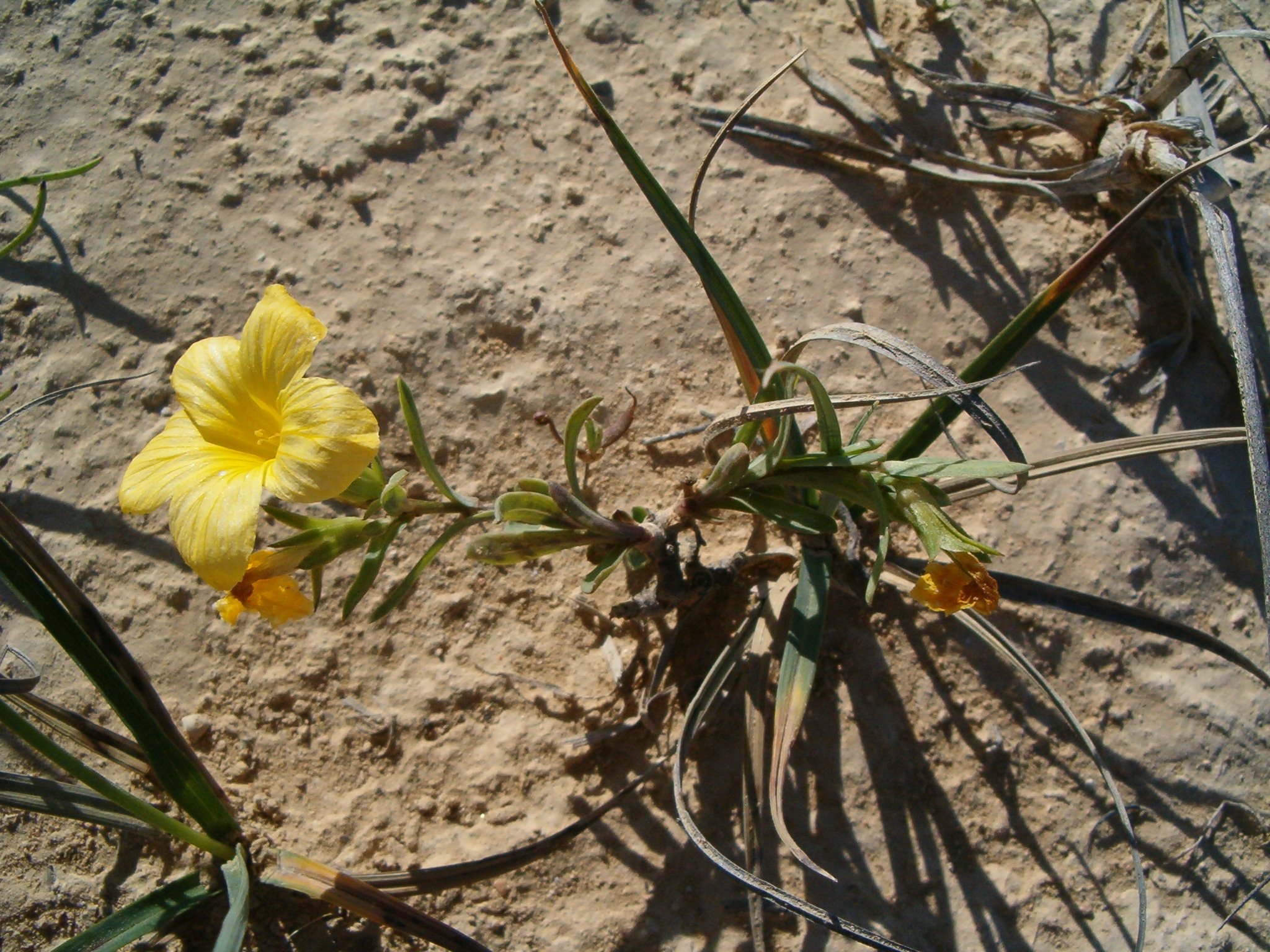
Lin campanulé.

## Écologie et distribution
En France, Linum campanulatum affectionne les coteaux calcaires de la Provence, du Languedoc, du Roussillon; il remonte dans les Hautes-Alpes, Basses-Alpes, Drôme, Ardèche, Lozère, Aveyron.